# Vacusus infernus
Vacusus infernus är en skalbaggsart som först beskrevs av Laferté-sénectère 1849.  Vacusus infernus ingår i släktet Vacusus och familjen kvickbaggar. Inga underarter finns listade i Catalogue of Life.